# Apamea burgessi
Apamea burgessi là một loài bướm đêm thuộc họ Noctuidae. Nó được tìm thấy ở Alberta ở Canada cũng như Connecticut, Indiana, Massachusetts, Michigan, New Hampshire, New York, Pennsylvania, đảo Rhode và Wisconsin ở Hoa Kỳ.
Sải cánh dài 38–40 mm.

## Phụ loài
- Apamea burgessi burgessi (Morrison, 1874)
- Apamea burgessi leucoptera Mikkola, 2009
- Apamea burgessi ona (Smith, 1909)